# Тироль (земля)
Тиро́ль (нем. Tirol, итал. Tirolo) — федеральная земля на западе Австрии, образующая австрийскую часть исторического региона Тироль. 
Столица и крупнейший город — Инсбрук. Население 536 000 человек (5-е место среди австрийских земель; данные 2017 года). Земля состоит из двух частей: Северного Тироля и Восточного Тироля, их разделяет полоса шириной двадцать километров — территория федеральной земли Зальцбург. Тирольцы по своему происхождению и духу более близки к баварцам, нежели к венцам. И это не случайно, так как, если вспомнить общую историю двух народов, то уже в VI веке нашей эры баварцы проникли в Тироль и навязали местным ретороманцам свой язык. На западе Тироля имело место то же развитие событий, только здесь действовали алеманы, которые своим присутствием оказали влияние на местный уклад. Другим внешним влияниям тирольцы были подвержены в меньшей степени. Подавляющее большинство жителей Тироля (свыше 90 %) являются католиками.

## География
Площадь территории 12 640 км² (3-е место). Тироль граничит на востоке с землями Зальцбург и Каринтия, на севере — с Германией, на западе — с землёй Форарльберг и Швейцарией, на юге — с Италией.
Самая высокая гора — Гросглоккнер (3797 метров). Это высочайшая точка Австрии.

## История
В древности территорию Тироля населяли реты и иллирийцы. В XI—XII веках на территории Тироля, входившей в состав «Священной Римской империи», существовал ряд феодальных владений. В 1363 году графством Тироль завладели Габсбурги.
В 1805 году, во время Наполеоновских войн, Тироль был присоединен к Баварии, а в 1814—1815 годах по решению Венского конгресса вновь отошёл к Австрийской империи.
Согласно Сен-Жерменскому мирному договору 1919 года Тироль был разделен между Австрией и Италией: территория к северу от Бреннера вошла в состав Австрийской республики, территория к югу — передана Италии.

## Административное деление

Административная карта земли Тироль

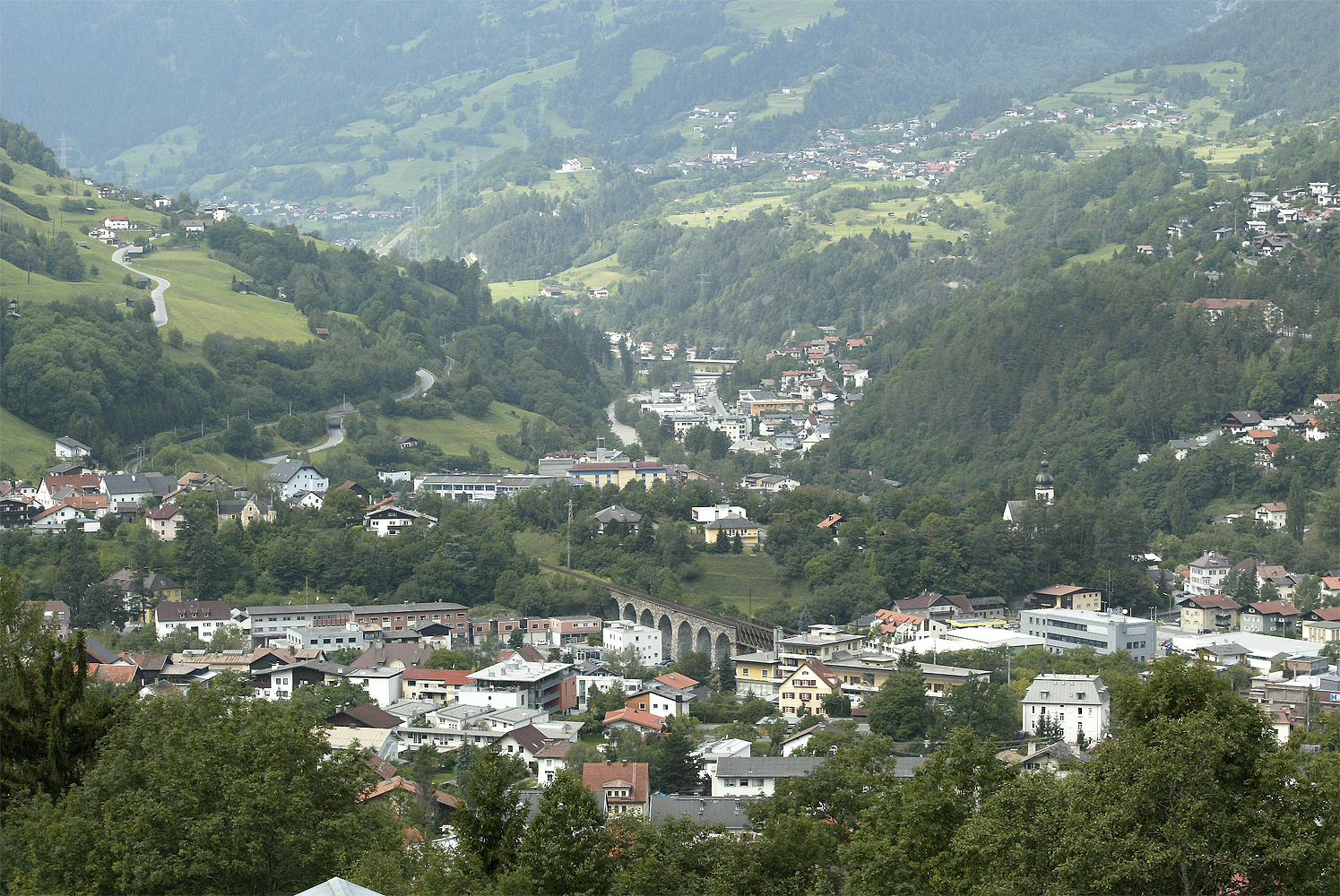
Ландек, Тироль

Федеральная земля состоит из 8 округов (Bezirke) и одного города земельного подчинения.
| #                        | Название        | Автомобильный код | Площадь, км² (2016) | Население, чел. (2017) | Административный центр |
| Свободный город          | Свободный город | Свободный город   | Свободный город     | Свободный город        | Свободный город        |
| ------------------------ | --------------- | ----------------- | ------------------- | ---------------------- | ---------------------- |
| 1                        | Инсбрук         | I                 | 104,81              | 132 236                | Инсбрук                |
| Округа Северного Тироля  |                 |                   |                     |                        |                        |
| 6                        | Ландек          | LA                | 1594,53             | 44 208                 | Ландек                 |
| 8                        | Ройтте          | RE                | 1235,67             | 32 399                 | Ройтте                 |
| 3                        | Имст            | IM                | 1723,82             | 57 982                 | Имст                   |
| 2                        | Инсбрук-Ланд    | IL                | 1989,36             | 176 054                | Инсбрук                |
| 9                        | Швац            | SZ                | 1841,62             | 82 673                 | Швац                   |
| 5                        | Куфштайн        | KU                | 968,82              | 107 233                | Куфштайн               |
| 4                        | Кицбюэль        | KB                | 1162,25             | 63 489                 | Кицбюэль               |
| Округа Восточного Тироля |                 |                   |                     |                        |                        |
| 7                        | Лиенц           | LZ                | 2019,30             | 48 879                 | Лиенц                  |

### Основные города
| #  | Название                             | Жители  |
| -- | ------------------------------------ | ------- |
| 01 | Инсбрук (Innsbruck)                  | 132 236 |
| 02 | Куфштайн (Kufstein)                  | 18 973  |
| 03 | Тельфс (Telfs)                       | 15 582  |
| 04 | Халль-ин-Тироль (Hall in Tirol       | 13 801  |
| 05 | Швац (Schwaz)                        | 13 606  |
| 06 | Вёргль (Wörgl)                       | 13 537  |
| 07 | Лиенц (Lienz)                        | 11 945  |
| 08 | Имст (Imst)                          | 10 371  |
| 09 | Санкт-Иоганн (Sankt Johann in Tirol) | 9 425   |
| 10 | Рум (Rum)                            | 9 063   |
| 11 | Кицбюэль (Kitzbühel)                 | 8 341   |
| 12 | Цирль (Zirl)                         | 8 134   |

## Общая карта
Легенда карты:
|  | Более 100 000 чел.       |
|  | от 10 000 до 20 000 чел. |
|  | от 8 000 до 10 000 чел.  |
|  | от 5 000 до 8 000 чел.   |
|  | от 3 000 до 5 000 чел.   |

## Политика
Избирательный орган — ландтаг (избирается народом, председатель ландтага — Соня Лэдль-Россманн). Ландтаг в свою очередь избирает правительство, состоящее из главы правительства (председатель правительства — Гюнтер Платтер), его заместителей и советников (всего 8 человек). В состав Тироля входит 13 судебных округов; верховный суд, расположенный в Инсбруке, а также 279 общин.

## Экономика
В высокогорной части сильно развита индустрия туризма, которая играет заметную роль и в целом в экономике земли. В данном секторе экономики задействовано более шести тысяч предприятий.
Промышленность сосредоточена в основном вокруг Инсбрука.
В течение многих столетий тирольцы жили за счет природных ресурсов своей страны. Правда, в настоящее время некогда очень прибыльные горные разработки уже не играют прежней роли. Исключение составляет магнезит, добываемый у местечка Хохфильцен. Лесное богатство страны способствует развитию деревообрабатывающей промышленности Куфштайна, Вергля и Санкт-Йоханна; камни и земля перерабатываются на цементной фабрике Айберг в Швойх.
Водные ресурсы позволяют процветать энергетическому хозяйству. Гидростанции в Имсте, Зельрайн-Зинце, Каунерталь-Пруце, Майрхофене, Герлос и Росхаг производят электричество для местного потребления и на экспорт. Все большее значение приобретает химическая промышленность с заводами в Ландекк и Кундл. Высокие экономические возможности долины верхнего Инна позволили создать такие предприятия, как оптические заводы Абзам, фабрики по производству стекла Ваттенс и Брикслег, заводы моторов Енбах.
По данным региональной палаты экономики внутренний валовый продукт Тироля составляет 21 382 миллиона евро. В настоящее время на территории земли расположено 397 промышленных предприятий, на которых работает 39 359 человек. Более 76,4 % промышленной продукции Тироля идет на экспорт. Средний совокупный доход одного занятого в промышленности составляет 3269 евро в месяц.
Основными отраслями промышленности являются: химическая, деревообрабатывающая, электронная, стекольная, металлообрабатывающая, машиностроение.
В Тироле большое внимание уделяется вопросам охраны окружающей среды. Так за последнее десятилетие на решение вопросов, связанных с защитой окружающей среды, было выделено более 800 млн евро.

### Туризм
Особую роль в экономике Тироля играет туризм. Тироль — самая посещаемая земля Австрии. В среднем туристический сектор составляет 18 % от валового регионального продукта Тироля. Согласно статистическим данным, в туристической сфере Тироля занято 71 000 человек.
В сезоне 2012/2013 г. Тироль посетили 10 203 166 туристов. Около половины (51 %) отдыхающих — граждане Германии. Также много отдыхающих из Голландии (10,4 %), Австрии (8,6 %), Швейцарии (5,7 %), Великобритании (3,7 %) и Бельгии (3,4 %). Число туристов из России составило 638 863 человек (2,4 %). Зимний сезон привлекает больше гостей, чем летний. В сезоне 2012/2013 г. туристы провели 58 % ночевок зимой и 42 % ночевок летом.

## Спорт
Столица Тироля, Инсбрук, — крупный спортивный центр Европы. Здесь проходили Зимние Олимпийские игры 1964 и Зимние Олимпийские игры 1976. Инсбрук также выбран столицей Молодёжных зимних Олимпийских игр 2012 года.
Инсбрук — легенда горнолыжного спорта, город дважды принимал зимние Олимпийские игры (1964 и 1976 г.). Все шесть зон катания в окрестностях города объединены в единый «Большой лыжный абонемент Инсбрука» из 52 подъемников. Здесь около 120 км отлично подготовленных трасс на высотах от 900 до 3200 м, более 100 км равнинных трасс, сноуборд-парк и множество треккинговых троп по склонам окрестных гор.

## Достопримечательности
В Инсбруке, столице Тироля, можно осмотреть Императорский дворец Хофбург (XIV—XVIII вв.), францисканский собор (XVI в.), Арсенал, Триумфальную Арку (1756 г.), придворную церковь Хофкирхе (XVI в.) с кенотафом императора Максимилиана I, замок Фюрстенбург (XV в.), колонну Св. Анны (1703 г.), Городскую башню, музей Максимилианеум во дворце Гольденес Дахль («Золотая крыша»), замок Амбрас, художественный музей Фердинандеум с коллекцией готических картин, альпийский зоопарк с круговой панорамой и Музей тирольского искусства. В городке Ваттенс, недалеко от Инсбрука, в подземной пещере расположен музей австрийской фирмы «Сваровски» — знаменитые «Кристальные миры Сваровски». Это настоящий лабиринт из семи комнат, связанных между собой узкими коридорами и лестницами. В залах выставлены самый маленький (0,8 мм) и самый большой (310 тыс. карат) хрустальные кристаллы в мире, вошедшие в Книгу рекордов Гиннесса, а также знаменитые «потекшие часы» Дали из хрусталя, парадное убранство любимого коня индийского магараджи, мозаичная дорожка, зал-кристалл и выложенная из искусственных кристаллов стена высотой 11 м и весом 12 тонн.
По дороге из Инсбрука в Италию находится Еуропабрюкке — самый высокий мост в Европе (высота — 200 м, длина — 800 м), пересекающий долину Випталя. В Штамсе привлекательны ренессансный замок Трацберг с оружейной палатой и аббатство ордена цистерцианцев (1273 г.) с романской церковью. В Шваце — замок Фройндсберг (XI в., перестроен в 1472 г.), монастырь францисканцев (1507 г.) и серебряный рудник. В городе Халль-ин-Тироль — замок Хазег (XI в.-1480 г.) и Монетный двор (1477 г.). В Лиенце — замок Брук, двухъярусная часовня с позднеготическими фресками, местный музей и руины крепости с часовней начала XIII века в Хайнфельсе. Прекрасный ландшафт украшает множество красивейших горных озёр, самое большое из которых — Ахензее, раскинулось между горами Карвендель и Рофан. Пригодные для плавания озера Пиллерзее и Шварцзее находятся рядом с Китцбюэлем, на границе с Германией можно купаться в озере Валхзее, а у подножья прекрасных Доломитовых Альп расположено самое большое в Восточном Тироле озеро — Тристахер Зее.